# Take Off Your Pants and Jacket
Take Off Your Pants and Jacket —en español: Quítate los pantalones y la chaqueta— es el cuarto álbum de estudio de la banda estadounidense de pop punk Blink-182. El álbum fue producido por Jerry Finn y fue lanzado el 12 de junio de 2001 por la  compañía discográfica MCA Records. Después del gran éxito comercial obtenido con Enema of the State, la banda entró al estudio en el 2000 para grabar el sucesor del álbum. En este álbum trabajaron con el factor «somos adolescentes y así es como pensamos» al igual que sus 2 predecesores Enema of the State y Dude Ranch. El título puede entenderse de 2 maneras: «Quítate los pantalones y la chaqueta» o «Quítate los pantalones y mastúrbate».
Además de la versión con 13 tracks, salieron las ediciones «Red Plane», «Yellow Pants» y «Green Jacket» que contienen 2 tracks extras diferentes en cada versión.

## Lista de canciones
Todas las canciones escritas y compuestas por Mark Hoppus, Tom DeLonge y Travis Barker. 
| N.º   | Título                        | Cantante principal | Duración |  |
| 1.    | «Anthem Part Two»             | DeLonge            | 3:48     |  |
| 2.    | «Online Songs»                | Hoppus             | 2:25     |  |
| 3.    | «First Date»                  | DeLonge            | 2:51     |  |
| 4.    | «Happy Holidays, You Bastard» | Hoppus             | 0:42     |  |
| 5.    | «Story of a Lonely Guy»       | DeLonge            | 3:39     |  |
| 6.    | «The Rock Show»               | Hoppus             | 2:51     |  |
| 7.    | «Stay Together for the Kids»  | Hoppus             | 3:59     |  |
| 8.    | «Roller Coaster»              | Hoppus             | 2:47     |  |
| 9.    | «Reckless Abandon»            | DeLonge            | 3:06     |  |
| 10.   | «Everytime I Look for You»    | Hoppus             | 3:05     |  |
| 11.   | «Give Me One Good Reason»     | DeLonge            | 3:18     |  |
| 12.   | «Shut Up»                     | Hoppus             | 3:20     |  |
| 13.   | «Please Take Me Home»         | DeLonge            | 3:05     |  |
| 46:38 |                               |                    |          |  |

| Versión Red Plane |                    |                    |          |  |
| N.º               | Título             | Cantante principal | Duración |  |
| 14.               | «Time to Break Up» | DeLonge            | 3:05     |  |
| 15.               | «Mother's Day»     | Hoppus             | 1:37     |  |

| Versión Yellow Pants |                   |                    |          |  |
| N.º                  | Título            | Cantante principal | Duración |  |
| 14.                  | «What Went Wrong» | DeLonge            | 3:13     |  |
| 15.                  | «Fuck a Dog»      | DeLonge            | 1:25     |  |

| Versión Green Jacket |                           |                    |          |  |
| N.º                  | Título                    | Cantante principal | Duración |  |
| 14.                  | «Don't Tell Me It's Over» | DeLonge            | 2:34     |  |
| 15.                  | «When You Fucked Grandpa» | Hoppus             | 1:39     |  |

## Lista de éxitos
Álbum
| Año  | Lista               | Posición |
| ---- | ------------------- | -------- |
| 2001 | U.S. Billboard 200  | 1        |
| 2001 | Top Internet Albums | 1        |
| 2001 | Top Canadian Albums | 1        |
| 2001 | Uruguay (CUD)       | 4        |

Sencillos
| Año  | Sencillo                     | Lista              | Posición |
| ---- | ---------------------------- | ------------------ | -------- |
| 2001 | "The Rock Show"              | Billboard Hot 100  | 71       |
| 2001 | "The Rock Show"              | Modern Rock Tracks | 2        |
| 2001 | "First Date"                 | Modern Rock Tracks | 6        |
| 2002 | "Stay Together for the Kids" | Modern Rock Tracks | 7        |